# Béla Illés
Béla Illés (Sárvár, 27 aprile 1968) è un ex calciatore ungherese, di ruolo centrocampista.

## Carriera
Fu capocannoniere del campionato ungherese nel 1994, nel 1997 e nel 1999.

## Palmarès

### Club
- Campionato ungherese: 3

MTK Budapest: 1996-1997, 1998-1999, 2002-2003
- Coppa d'Ungheria: 3

MTK Budapest: 1996-1997, 1997-1998, 1999-2000
- Supercoppa d'Ungheria: 1

MTK Budapest: 1997
- Nemzeti Bajnokság II: 1

Haladás: 1990-1991

### Individuale
- Capocannoniere del campionato ungherese: 3

1993-1994 (21 gol), 1996-1997 (23 gol), 1998-1999 (22 gol)